# Malcolm X House Site
 (mars 2020).
Si vous disposez d'ouvrages ou d'articles de référence ou si vous connaissez des sites web de qualité traitant du thème abordé ici, merci de compléter l'article en donnant les références utiles à sa vérifiabilité et en les liant à la section « Notes et références ».
Le Malcolm X House Site est un site historique américain.

## Historique
Situé au 3448 rue Pinkney à North Omaha, dans le Nebraska, cet emplacement commémore l'endroit où Malcolm X a vécu pour la première fois avec sa famille
Le site a été inscrit au Registre national des lieux historiques en 1984 et figure également sur la liste des sites patrimoniaux du Nebraska,.